# Marathos (Insel)
Marathos oder Marathi oder (griechisch Μάραθος [ˈmaraθɔs] (f. sg.) oder Μαράθι [maˈraθi] (n. sg.), seltener Marathonisi) ist eine kleine griechische Insel der Arkigruppe, die von der Gemeinde Patmos in der Region Südliche Ägäis verwaltet wird.

## Geografie
Die Insel Marathos hat eine Fläche von 0,355 km². Sie liegt etwa 16 km östlich von Patmos und 5 km nördlich von Lipsi. Die kürzeste Entfernung zur Hauptinsel der Inselgruppe Arki beträgt etwa 600 m, zum Hauptort und Hafen von Arki mehr als 2 km. Etwa 160 m von der Nordwestküste entfernt liegt die Insel Strongyli (Στρογγύλη) und einen Kilometer westlich Agryllousa (Αγρυλλούσα).
Die Küstenlinie ist überwiegend felsig und teilweise steil, lediglich in der windgeschützten Hafenbucht mit den wenigen Häusern im Osten der Insel befindet sich ein kleiner Sandstrand. Das Landschaftsbild wird von den typischen Vertretern der Phrygana bestimmt. Der namensgebende Fenchel (μάραθο, Maratho) ist heute aufgrund übermäßiger Tierhaltung selten anzutreffen.

## Geschichte
Die ursprüngliche Siedlung liegt östlich der Hafenbucht auf einem Sattel. Dort befinden sich neben einem Gebäude mit Tonnengewölbe aus byzantinischer Zeit auch die Häuserruinen der zum Ende des 20. Jahrhunderts aufgegebenen Siedlung sowie eine Kapelle des Agios Nikolaos (Άγιος Νικόλαος Μαράθι).
Marathos ist 2011 dauerhaft von fünf Menschen bewohnt. Die Bewohner betreiben Ziegenhaltung sowie zur Eigenversorgung etwas Gemüseanbau. Den Ausflugsgästen von Lipsi, Leros (in den letzten Jahren unregelmäßig aufgrund fehlender Nachfrage) und Patmos und den Seglern stehen Tavernen, teilweise mit Übernachtungsmöglichkeiten, zur Verfügung.
Die Stromversorgung erfolgt über eine kleine Photovoltaikanlage und zusätzlich über ein Unterseekabel von Arki. Das Trinkwasser kommt mit dem Tankschiff aus Rhodos.
Einwohnerentwicklung von Marathos
| Jahr      | 1947 | 1951 | 1961 | 1971 | 1981 | 1991 | 2001 | 2011 |
| --------- | ---- | ---- | ---- | ---- | ---- | ---- | ---- | ---- |
| Einwohner | 22   | 26   | 21   | 08   | 05   | 02   | 06   | 05   |

## Naturschutz
Da Eleonorenfalken die Inseln jährlich als Brutgebiet aufsuchen, zählt die griechische Vogelschutzorganisation Arki mit den umliegenden Inseln zu den zehn wichtigsten Vogelschutzgebieten Griechenlands. Weitere geschützte Vögel, die die Inseln zum Brüten aufsuchen, sind Korallenmöwe und Mittelmeer-Sturmtaucher, ganzjährig leben Adlerbussard und Krähenscharbe auf den Inseln.
Deshalb wurde Arki zusammen mit den Inseln Lipsi und Agathonisi sowie dem angrenzenden Meeresgebiet ins Natura-2000-Netz der Europäischen Union als GR 4210010 Arkoi, Leipsoi, Agathonisi kai Vrachonisides (Αρκοί-Λειψοί-Αγαθονήσι & Βραχονησίδες) integriert und Teile davon zugleich als Europäisches Vogelschutzgebiet GR 4210017 Nordwest Arki & Inseln (Βορειοδυτικό τμήμα Αρκιών & Νησίδες) bzw. als IBA („Important Bird Area“)-Gebiet GR 160 Islets of North Dodekanisa (Νησίδες και βραχονησίδες Βορείων Δωδεκανήσων) eingestuft.